# Kamilla und ihr Freund
Kamilla und Sebastian (norwegischer Originaltitel: Kamilla og tyven II; deutscher Alternativtitel: Kamilla und ihr Freund) ist ein norwegischer Film aus dem Jahr 1989 und eine Fortsetzung des Films Kamilla und der Dieb.

## Handlung
Die Fortsetzung des Films beginnt mit der Festnahme Sebastians. Kurz danach wird auch der Verbrecher Joakim Jensen festgenommen und zusammen mit Sebastian in eine Gefängniszelle gesteckt. Kamilla macht sich große Sorgen um Sebastian und macht sich eines Tages auf, um ihn im Gefängnis zu besuchen. Nach dem Besuch hat auch ihre Schwester Sofie keine Angst mehr vor Sebastian und erlaubt Kamilla, ihm Briefe zu schreiben.
Peter macht sich immer noch über Kamilla lustig und behauptet, Sebastian sei ein Dieb. Kamilla widerspricht ihm und erklärt, dass Sebastian ein Kind Gottes geworden sei. Die Lehrerin erklärt den Kindern, dass es selbst in der Schule viele Diebe gebe und dass es verschiedene Arten gebe zu stehlen (Geheimnisse stehlen, Selbstvertrauen stehlen). Doch die Lehrerin erklärt auch, dass die Menschen, auch wenn sie ein Unrecht getan haben, wenn es ihnen ehrlich leid tut, in den Himmel kommen können.
Zu Weihnachten wird Sebastian auf Bewährung aus dem Gefängnis entlassen und fährt zu Kamilla und Sofie. Zur selben Zeit bricht Joakim Jensen erneut aus dem Gefängnis aus. Sebastian repariert Kamillas Drachen und erzählt den anderen Kindern seine Geschichte. Die Kinder freunden sich mit ihm an, doch viele der erwachsenen Dorfbewohner sind Sebastian gegenüber noch immer skeptisch und unfreundlich. Nur Sofie, Kamilla und die anderen Kinder glauben an Sebastian.
Als Sebastian, Sofie und die Kinder Peters Geburtstag feiern, begegnen die Schwestern Maren und Pauline Joakim Jensen, der sich in der Hütte des alten Simon versteckt und die beiden Mädchen daraufhin fesselt und gefangen hält. Sebastian, Peter und Kamilla machen sich auf die Suche nach den beiden und beobachten das Geschehen durch ein Fenster. Während Kamilla Verstärkung holt, stürmen Peter und Sebastian in die Hütte. Peter gelingt es, die beiden Mädchen zu befreien, während Sebastian mit Joakim kämpft. Als Sebastian über einen Teppich stolpert, stürzt und bewusstlos liegen bleibt, nimmt Joakim Jensen Reißaus. Während seiner Flucht reißt er einen Kerzenleuchter um, woraufhin die Gardinen Feuer fangen und kurze Zeit später die Hütte brennt. In letzter Sekunde gelingt es Christoffer, Sebastian aus der brennenden Hütte zu ziehen.
Sofie und Kamilla nehmen Sebastian auf und pflegen ihn. Als dieser endlich wieder zu sich kommt, nehmen die beiden ihn mit nach draußen. Dort sind alle Dorfbewohner damit beschäftigt, die Hütte für Sebastian wieder aufzubauen.